# ملعب انوك
ملعب انوك (بالإنجليزية: Oneok Field)‏ هو ملعب متعدد الأختصاصات موجو بمدينة تولسا في أوكلاهوما في الولايات المتحدة، يستعمل هذا الملعب أيضا في كرة القاعدة وكرة القدم من جانب نادي تولسا روناكس.